# 岡田斗司夫のプチクリ学園
岡田斗司夫のプチクリ学園（おかだとしおのプチクリがくえん）は、2006年5月から2007年4月までCS放送のMONDO21で放送されたトーク番組。初回放送は火曜24:00 - 24:30で、隔週で新作が放送された。

## 概要
“オタキング”こと岡田斗司夫が、様々なクリエイターとの対談からクリエイターたちのモチベーションやイノベーションなど創作の源に迫るという趣旨のトークバラエティ番組である。「プチクリ」とは、岡田が提唱する「プチ・クリエイター」の略語である。
第3回から岡田自作のキャラクター「タオル君」とゲストとのミニコーナーが番組の冒頭や合間に挿入されるようになり、第17,18回はNaked Loftで公開収録された。

## 出演者
- 岡田斗司夫（プチクリ学園校長）

## ゲスト
- 第1回 - 田中圭一 （漫画家）
- 第2回 - 斎藤友里子 （トーク居酒屋LOFT/PLUS ONEブッキングプロデューサー）
- 第3回 - 宮脇修一 （海洋堂社長）
- 第4回 - 映画ガチンコ兄弟 （ドリー尾崎・テリー天野、映画評論家）
- 第5回 - 腹肉ツヤ子 （漫画家）
- 第6回 - 中野貴雄 （映画監督）
- 第7回 - 声 （マルチコスプレタレント）
- 第8回 - 安斎レオ （フリー玩具プロデューサー）
- 第9回 - 河崎実 （映画監督）
- 第10回 - 夏目房之介 （マンガ・コラムニスト）
- 第11回 - まゆたん （ヘアメイクアシスタント兼エログラビアモデル）
- 第12回 - 額田久徳 （幻冬舎書籍編集者）
- 第13回 - 八谷和彦 （ポストペット開発者）
- 第14回 - 古賀学 （クリエイター）
- 第15回 - ことね （webディレクター）
- 第16回 - 旭堂南半球 （講談師）
- 第17回 - 喜井竜児 （自主映画監督）
- 第18回 - 三遊亭白鳥 （落語家）
- 第19回 - 竹内義和 （作家・プロデューサー）
- 第20回 - 吉田豪 （プロインタビュアー）
- 第21回 - 森川嘉一郎 （建築学者）
- 第22回 - 木原浩勝 （小説家・構成作家・怪異蒐集家）
- 第23回 - 川口克己 （株式会社バンダイ ホビー事業部 マーケティングチーム マネージャー）
- 第24回 - 島本和彦 （漫画家）

## スタッフ
- 協力 : Naked Loft
- 技術 : 川口勝仁　石上正治
- 制作 : 川勝菜穂
- AD : おまたん
- 演出 : 安藤圭
- プロデューサー : 櫻井義久（JIC）　いどたけし（OTC）
- 制作協力 : OTC
- 製作・著作 : MONDO21/JIC